# Валинтеев, Артём Викторович
Артём Викторович Валинтеев (род. 15 октября 1983, Томск) — российский спортсмен, член олимпийской сборной команды России по фристайлу на Олимпиаде в Турине. Мастер спорта России.